# Boletina struthioides
Boletina struthioides är en tvåvingeart som beskrevs av Polevoi och Hedmark 2004. Boletina struthioides ingår i släktet Boletina och familjen svampmyggor. Arten har ej påträffats i Sverige. Inga underarter finns listade i Catalogue of Life.